# Xi Geminorum
Xi Geminorum (ξ Gem, ξ Geminorum) é uma estrela na constelação de Gemini. É também conhecida pelo nome tradicional Alzirr, que significa "o botão" em árabe. Forma um dos quatro pés dos gêmeos representados no contorno da constelação. Tem uma magnitude aparente de 3,35, sendo facilmente visível a olho nu. Medições de paralaxe mostram que está a aproximadamente 58,7 anos-luz (18 parsecs) da Terra.
Xi Geminorum tem uma classificação estelar de F5 IV, o que indica que é uma estrela subgigante que está saindo da sequência principal. Tem cerca de 1,706 vezes a massa do Sol e 2,71 vezes o raio solar. Está emitindo mais que 11 vezes a luminosidade do Sol de sua atmosfera externa a uma temperatura efetiva de 6 480 K. Essa temperatura dá à estrela o brilho branco-amarelo típico de estrelas de classe F.
Emissões de raios-X foram detectadas desta estrela, que tem uma luminosidade de raios-X estimada de 1,06 × 1029 erg/s. Seu espectro mostra uma rotação rápida, com um velocidade de rotação projetada de 66 km/s. Apesar de geralmente considerada uma estrela solitária, há evidências que indicam que pode ser na verdade um sistema binário espectroscópico consistindo de duas estrelas de mesma massa.